# Dörenschlucht
Die Dörenschlucht ist ein Gebirgspass im Teutoburger Wald zwischen dem Detmolder Stadtteil Pivitsheide V. L., Augustdorf und dem Lagenser Stadtteil Hörste im Kreis Lippe.
Dören (auch Döhren) bezeichnet im niederdeutschen Sprachraum, insbesondere in Ostwestfalen-Lippe, einen Pass durch ein Gebirge. Die Herkunft des Begriffes lässt sich auf das niederdeutsche Dör (Tür) zurückführen.
Die Dörenschlucht wird im Südosten vom Großen Ehberg (339,6 m), im Nordwesten vom Kleinen Ehberg (217,4 m) und im Westen vom Hörster Berg (315,1 m) umfasst. Im Süden befindet sich die Landschaft Senne mit dem Truppenübungsplatz Senne sowie der Generalfeldmarschall-Rommel-Kaserne in Augustdorf.

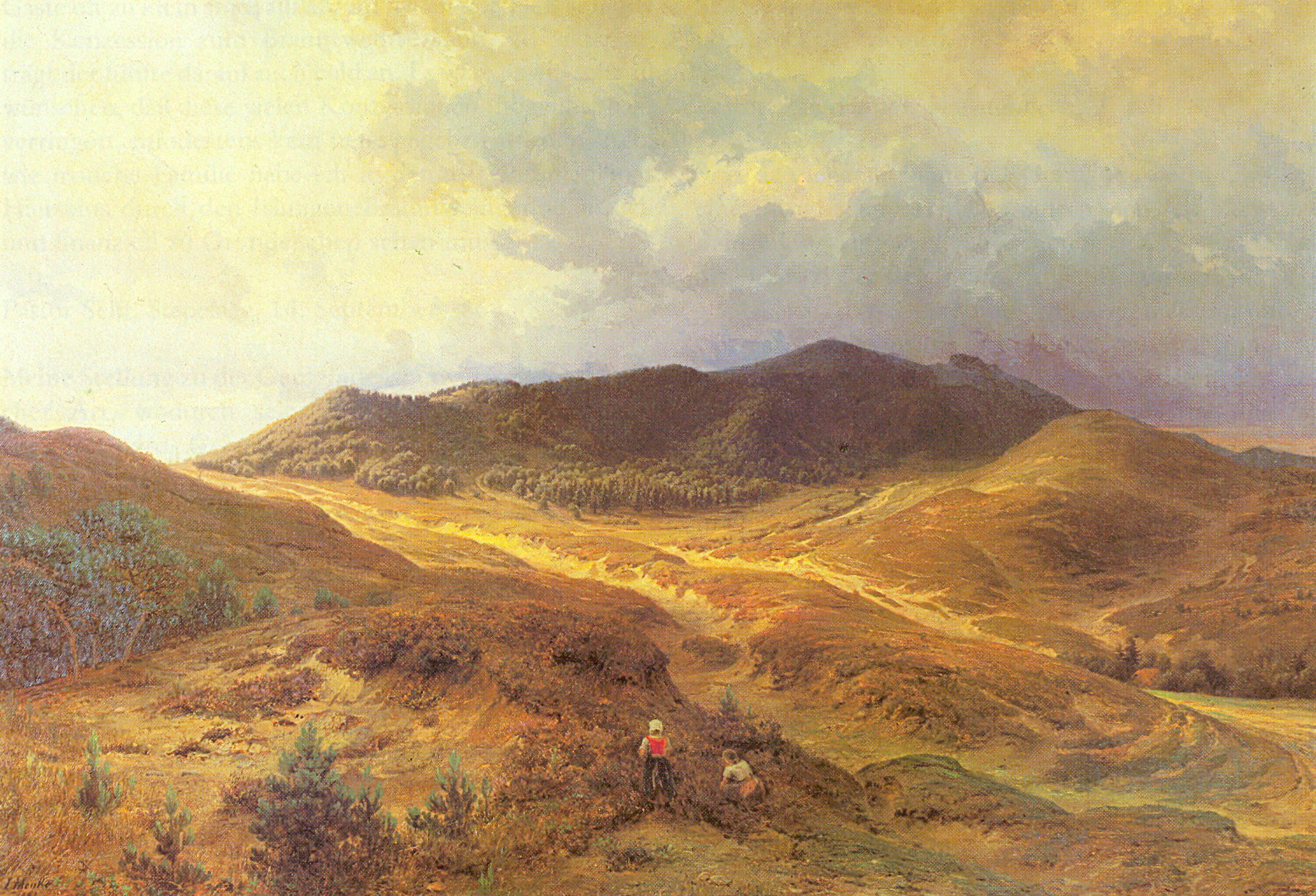
Die Dörenschlucht, Ölgemälde von Ludwig Menke (1864)

Die Schlucht bildete sich durch das Abschmelzen eines Gletschers im Drenthe-Stadium der Saaleeiszeit, der sich durch die Porta Westfalica und Quertäler des Wiehengebirges von Nordosten bis an den Teutoburger Wald erstreckte. Sein Schmelzwasser floss über die Pässe nach Südwesten ab und führte große Sandmengen mit sich, die sich in der tiefer gelegenen Ebene, der Senne, ablagerten. Neben der Dörenschlucht fand dieser Prozess in der nahegelegenen Stapelager Schlucht, dem Oerlinghauser Pass und dem Bielefelder Pass statt.
Ein 26,07 ha großes Teilgebiet der Schlucht ist als Naturschutzgebiet Dörenschlucht (LIP-023) ausgewiesen. In diesem befinden sich zum Beispiel die Quellen des Rethlager Baches.
In der Dörenschlucht finden sich an den Rethlager Quellen Spuren von früher menschlicher Besiedlung. Dabei handelt es sich um Hüttengrundrisse aus der Mittelsteinzeit zwischen etwa 8000 und 5000 v. Chr., die zu Beginn des 20. Jahrhunderts durch Heinrich Schwanold entdeckt und ausgegraben wurden. Außerdem befinden sich in der Schlucht eine Reihe von Hügelgräbern aus der älteren Bronzezeit. Der Pass wurde zudem schon früh verkehrlich genutzt. So führte die alte Handelsstraße Frankfurter Weg bzw. Weinstraße von Frankfurt am Main nach Bremen bzw. Lübeck durch die Dörenschlucht. Auch die beiden Zweige des Westfälischen Hellweges auf beiden Seiten des Teutoburger Waldes wurden durch die Schlucht verbunden. An der engsten Stelle der Dörenschlucht befinden sich die Reste einer vermutlich spätmittelalterlichen Landwehr, die zur Kontrolle der Wege diente.
Ferdinand Freiligrath verortete in der Dörenschlucht die Varusschlacht, als er die Wahl des Standortes des nahen Hermannsdenkmals lobte.
In der Dörenschlucht befindet sich ein kleiner Soldatenfriedhof, der von einem Gefecht in den letzten Kriegstagen des Zweiten Weltkriegs zeugt. Eine Einheit der Waffen-SS hatte sich hier verschanzt, um den Vormarsch der amerikanischen Truppen aufzuhalten. Nach dem Abschuss von sieben amerikanischen Sherman-Panzern mussten sie sich in den nahegelegenen Steinbruch zurückziehen, wo 35 Mitglieder der Waffen-SS und eine unbekannte Zahl von Amerikanern ihr Leben verloren.
Heute verläuft die Augustdorfer Straße (Landesstraße 758) entlang der Schlucht, und der überregionale Fahrradweg Römerroute überquert hier den Teutoburger Wald.